# Philodryas
Genre
Synonymes
- Pseudablabes Boulenger, 1896
- Xenoxybelis Machado, 1993

Philodryas est un genre de serpents de la famille des Dipsadidae.

## Répartition
Les 22 espèces de ce genre se rencontrent en Amérique du Sud.

## Description
Ce sont des serpents venimeux de type opistoglyphe.

## Liste des espèces
Selon The Reptile Database (8 avril 2015) :
- Philodryas aestiva (Duméril, Bibron & Duméril, 1854)
- Philodryas agassizii (Jan, 1863)
- Philodryas amaru Zaher, Arredondo, Valencia, Arbeláez, Rodrigues & Altamirano-Benavides, 2014
- Philodryas argentea (Daudin, 1803)
- Philodryas arnaldoi (Amaral, 1932)
- Philodryas baroni Berg, 1895
- Philodryas boliviana Boulenger, 1896
- Philodryas chamissonis (Wiegmann, 1835)
- Philodryas cordata Donnelly & Myers, 1991
- Philodryas georgeboulengeri Grazziotin, Zaher, Murphy, Scrocchi, Benavides, Zhang & Bonatto, 2012
- Philodryas laticeps Werner, 1900
- Philodryas livida (Amaral, 1923)
- Philodryas mattogrossensis Koslowsky, 1898
- Philodryas nattereri Steindachner, 1870
- Philodryas olfersii (Lichtenstein, 1823)
- Philodryas patagoniensis (Girard, 1858)
- Philodryas psammophidea Günther, 1872
- Philodryas simonsii Boulenger, 1900
- Philodryas tachymenoides (Schmidt & Walker, 1943)
- Philodryas trilineata (Burmeister, 1861)
- Philodryas varia (Jan, 1863)
- Philodryas viridissima (Linnaeus, 1758)

## Publication originale
- Wagler, 1830 : Natürliches System der Amphibien, mit vorangehender Classification der Säugetiere und Vögel. Ein Beitrag zur vergleichenden Zoologie. 1.0. Cotta, München, Stuttgart and Tübingen, p. 1-354 (texte intégral).